# Mürnseer
Mürnseer ist ein in Kitzbühel (Tirol) in Österreich beheimateter Hersteller von Harfen, Hackbretter und Zithern. Das Unternehmen ist der größte Saiteninstrumentenhersteller Österreichs und gehört zu den bekanntesten Volksharfenbauern.

## Geschichte
Die Firma wurde im Jahre 1956 vom gelernten Tischler Benedikt Mürnseer gegründet. Heute fertigt dessen Sohn Peter zusammen mit einigen Mitarbeitern Hakenharfen, Einfachpedalharfen (Tiroler Volksharfen), Hackbretter und Zithern von hoher Qualität, die weltweite Bekanntheit erlangt haben.